# Episodi di Lizzie McGuire (seconda stagione)
La seconda stagione di Lizzie McGuire è andata in onda negli Stati Uniti d'America dall'8 febbraio 2002 al 14 febbraio 2004 su Disney Channel.
Questa stagione è stata trasmessa in Italia in prima TV assoluta su Disney Channel, ed è stata in seguito trasmessa in chiaro su Italia 1 dal 20 maggio 2003 e sul canale free Frisbee.
| nº | Titolo originale                  | Titolo italiano               | Prima TV USA      | Prima TV Italia |
| -- | --------------------------------- | ----------------------------- | ----------------- | --------------- |
| 1  | First Kiss                        | Amore a prima vista           | 8 febbraio 2002   | 20 maggio 2003  |
| 2  | El Oro De Montezuma               | L'oro di Montezuma            | 22 febbraio 2002  | 21 maggio 2003  |
| 3  | Mom's Best Friend                 | Mamma amica mia               | 8 marzo 2002      | 22 maggio 2003  |
| 4  | The Rise and Fall of Kate         | Una nuova amica               | 15 marzo 2002     | 23 maggio 2003  |
| 5  | Working Girl                      | Che fatica lavorare           | 29 marzo 2002     | 26 maggio 2003  |
| 6  | And The Winner Is                 | Caccia al tesoro              | 26 aprile 2002    | 27 maggio 2003  |
| 7  | The Longest Yard                  | Il pallone di papà            | 17 maggio 2002    | 28 maggio 2003  |
| 8  | Just Friends                      | Solo amici                    | 14 giugno 2002    | 29 maggio 2003  |
| 9  | Those Freaky McGuires             | Scambio d'identità            | 28 giugno 2002    | 30 maggio 2003  |
| 10 | In Miranda Lizzie Does Not Trust  | Amiche fidate                 | 5 luglio 2002     | 3 giugno 2003   |
| 11 | Over The Hill                     | Un urlo nella notte           | 12 luglio 2002    | 4 giugno 2003   |
| 12 | Best Dressed For Much Less        | Vestirsi bene con poco        | 19 luglio 2002    | 5 giugno 2003   |
| 13 | You're A Good Man, Lizzie McGuire | Niente male, Lizzie!          | 26 luglio 2002    | 6 giugno 2003   |
| 14 | Just Like Lizzie                  | Un modello da imitare         | 9 agosto 2002     | 9 giugno 2003   |
| 15 | Lizzie in the Middle              | Lizzie e Frankie              | 23 agosto 2002    | 10 maggio 2003  |
| 16 | Inner Beauty                      | Una dieta pericolosa          | 30 agosto 2002    | 24 giugno 2003  |
| 17 | Movin' On Up                      | Gordo va al liceo             | 13 settembre 2002 | 12 giugno 2003  |
| 18 | Party Over Here                   | Festa di compleanno           | 20 settembre 2002 | 13 giugno 2003  |
| 19 | She Said, He Said, She Said       | Io non c'entro!               | 22 novembre 2002  | 16 giugno 2003  |
| 20 | Xtreme Xmas                       | Natale Rock and Roll          | 6 dicembre 2002   | 2003            |
| 21 | Lizzie's Eleven                   | Le undici foto di Lizzie      | 1º gennaio 2003   | 17 giugno 2003  |
| 22 | Dear Lizzie                       | Un consiglio per tutti        | 24 gennaio 2003   | 18 giugno 2003  |
| 23 | Clue-Less                         | Il gioco di ruolo             | 31 gennaio 2003   | 19 giugno 2003  |
| 24 | Bye Bye Hillridge Junior High     | Tutti al liceo                | 7 febbraio 2003   | 20 giugno 2003  |
| 25 | Bunkies                           | Il muro della solidarietà     | 21 febbraio 2003  | 23 giugno 2006  |
| 26 | A Gordo Story                     | Per qualche centimetro in più | 2 marzo 2003      | 11 giugno 2006  |
| 27 | Grubby Longjohn's Olde Tyme Revue | In viaggio con gli amici      | 1º aprile 2003    | 25 giugno 2006  |
| 28 | The Greatest Crush Of All         | Tutte pazze per Ewan          | 11 maggio 2003    | 26 giugno 2008  |
| 29 | Grand Ole Grandma                 | Una nonna molto originale     | 30 giugno 2003    | 27 giugno 2008  |
| 30 | My Fair Larry                     | La festa di Miranda           | 6 agosto 2003     | 2 luglio 2008   |
| 31 | The Gordo Shuffle                 | La carta di credito           | 28 settembre 2003 | 4 luglio 2008   |
| 32 | My Dinner With Mr. Dig            | Indovina chi viene a cena!    | 30 ottobre 2003   | 3 luglio 2008   |
| 33 | Just One Of The Guys              | Compagni di squadra           | 21 novembre 2003  | 1º luglio 2008  |
| 34 | Magic Train                       | Il treno di Lizzie e Miranda  | 14 febbraio 2004  | 30 giugno 2008  |

## Amore a prima vista
- Titolo originale: First Kiss
- Diretto da: Steve De Jarnatt
- Scritto da: Terri Minsky

### Trama
Lizzie ha il suo primo fidanzato: si tratta di Ronnie, il ragazzo che la mattina consegna i giornali.
Da quando sta con lui, Lizzie perde completamente il contatto con la realtà.
Miranda cerca di farla tornare in sé, ma ottiene come risposta da Lizzie che è gelosa perché non ha il ragazzo.
Lizzie e Ronnie si lasciano perché lui le confida di essere attratto da una ragazza che frequenta la sua scuola.
Lizzie ne esce distrutta, ma Gordo le fa capire che è lui lo stupido che si è perso una ragazza fantastica come lei.
A Matt manca una figurina per completare l'album del baseball.
Melina, che possiede questa figurina, si fa servire e riverire da Matt.
L'ultima cosa che Melina chiede a Matt prima di dargli la figurina mancante è avere degli album già completi, così Matt gli vende quelli di suo padre.
Sam, infuriato, sequestra a Matt il suo album appena completato.
- Guest star: Carly Schroeder (Melina Bianco), Joe Rokicki (Ronnie Jackobs), Nicholas Edwin Barb (Reggie), Sebastian Jude (Oscar)

## L'oro di Montezuma
- Titolo originale: El Oro de Montezuma
- Diretto da: Savage Steve Holland
- Scritto da: Terri Minsky, Tim Maile e Douglas Tuber

### Trama
Il prof. Digbey assegna agli studenti una ricerca su una popolazione straniera.
Lizzie, Miranda e Gordo decidono di iscriversi a "L'oro di Montezuma", un gioco a premi televisivo messicano.
Ad accompagnarli, e fare loro da interprete, c'è Carlos, il cugino di Miranda.
Durante il gioco, Lizzie nell'assegnare i ruoli per sbaglio dà a Carlos quello del dio serpente, il che significa che non li potrà più aiutare.
Così i ragazzi non capiscono cosa devono fare nell'ultimo gioco e non vincono niente.
Matt e Lanny giocano a nascondino.
Siccome perde sempre, Matt trova un nascondiglio perfetto: peccato che sia su un furgone in partenza per chissà dove. 
- Guest star: Arvie Lowe Jr. (signor Dig), Christian Copelin (Lanny Onasis), Erik Estrada (Alejandro), Kyle Downes (Larry Tudgeman), Maria Beck (Zuzu), Pete Leal (Montezuma), Shalim Ortiz (Carlos)

## Mamma, amica mia
- Titolo originale: Mom's Best Friend
- Diretto da: Steve De Jarnatt
- Scritto da: Douglas Tuber e Tim Maile

### Trama
Il signor Digbey assegna alla classe la lettura di due libri: In mezzo scorre il fiume per i ragazzi e Club delle orchidee e del poker pizza per le ragazze. Lizzie rimane folgorata dalla figura della protagonista, Tallulah, una giovane che arriva a rimpiangere quel legame con la madre che non ha mai creato. Terminato il libro, Lizzie vuole instaurare un rapporto più profondo con sua madre e desidera diventare la sua migliore amica, frequentandola maggiormente e facendo diverse attività insieme. Questo però porta Lizzie a contatto con i piccoli e grandi problemi della vita adulta, alcuni dei quali le erano stati nascosti, come il quasi divorzio tra i suoi nonni e la malintesa accusa di evasione fiscale a carico di suo padre. Quando tutto questo peso diventa insopportabile, Lizzie chiede alla madre di aspettare qualche anno prima di diventare così intime, in modo da godersi la spensieratezza della preadolescenza.
Matt e Lanny sono alle prese con una scimmia dispettosa che combina disastri in casa, poi scappa e ogni volta Sam incolpa i ragazzini dei danni. Matt escogita una trappola per stanare la scimmia, attirandola in una rete con una banana. Tuttavia, è Sam a finire intrappolato e a dover constatare che la scimmia esiste davvero. Si scopre poi che il primate, di nome Alfredo, è figlia dei due amici e compagni di baseball di Sam.
- Guest star: Arvie Lowe Jr. (signor Dig), Christian Copelin (Lanny Onasis), Dyana Ortelli (signora Sanchez), Michael Mantell (Howard Gordon)

## Una nuova amica
- Titolo originale: Rise and Fall of Kate
- Diretto da: Anson Williams
- Scritto da: Nina G. Bargiel e Terry Minsky

### Trama
Durante un'esibizione delle cheerleader, Kate cade dalla piramide umana e si frattura la mano; Claire la caccia dalla squadra nominandosi nuovo capitano.
Claire si dimostra peggio di Kate nel tartassarli, così Lizzie convince Miranda e Gordo ad aiutare Kate a riconquistare il suo posto.
Lizzie le insegna dei numeri che può fare con un braccio solo: Kate sfida Claire ed è quest'ultima stavolta a farsi male.
Kate però non la caccia dalla squadra, dimostrandosi per la prima volta gentile.
Matt si vanta perché reciterà una battuta nello spettacolo della scuola: Oh il campanello, vado ad aprire.
Matt inizia a trattare da servi sua madre e Lanny, per poi perdere la voce e non poter dunque andare in scena.
- Guest star: Ashlie Brillault (Kate Sunders), Christian Copelin (Lanny Onasis), Davida Williams (Claire Miller)

## Che fatica lavorare
- Titolo originale: Working Girl
- Diretto da: Anson Williams
- Scritto da: Terri Minsky

### Trama
Lizzie si fa assumere come cameriera al Digital Been per poter essere indipendente dai genitori.
Il problema è che non ha fatto i conti con le difficoltà del mondo del lavoro: un capo tiranno e clienti esasperanti la portano ad uno sfogo eccessivo, con conseguente licenziamento.
Matt è stato lasciato da Melina e il suo amico Jeremy gli consiglia di confidarsi con una ragazza.
Pur di non parlare con sua sorella Lizzie, Matt si rivolge a Miranda che gli dice che è un ragazzo fantastico.
Matt si innamora di Miranda e inizia a perseguitarla, poi torna Melina per rimettersi insieme a Matt.
- Guest star: Ashlie Brillault (Kate Sunders), Brian Kimmet (uomo del cucchiaio), Carly Schroeder (Melina Bianco), Davida Williams (Claire Miller), Keili Lefkovitz (capo)

## Caccia al tesoro
- Titolo originale: Anmd The Winner Is
- Diretto da: Peter Montgomery
- Scritto da: Terri Minsky

### Trama
Il signor Dig organizza una caccia al tesoro: la squadra che vince si aggiudica un ottimo voto.
Lizzie ha litigato con i suoi amici e le coppie che partecipano sono inedite: Lizzie sta con Ethan, Miranda con Larry e Gordo con Kate.
Alla gara partecipa anche Matt che ha trovato un foglio in camera di Lizzie: da solo arriva primo, ma non vince il voto perché non è della scuola di Lizzie.
I ragazzi si danneggiano a vicenda: Lizzie, ad un passo dalla vittoria, fa pace con Miranda e Gordo per arrivare insieme sul traguardo.
Non vincono perché sono stati preceduti da un'altra coppia di studenti, ma quanto meno ritrovano la loro amicizia.
Sam e Jo approfittano dell'assenza dei figli per divertirsi, ma riducono la casa a soqquadro.
- Guest star: Arvie Lowe Jr. (signor Dig), Ashlie Brillault (Kate Sunders), Clayton Snyder (Ethan Craft), Kyle Downes (Larry Tudgeman)

## La cosa più preziosa
- Titolo originale: The Longest Yard
- Diretto da: Steve De Jarnatt
- Scritto da: Jeremy J. Bargiel e Nina G. Bargiel

### Trama
I genitori vanno in trasferta per una partita di Sam: Lizzie deve tenere d'occhio Matt e Lanny.
I due ragazzi rompono il pallone di papà, autografato da Walter Payton.
Lizzie va da un venditore di palloni per averne uno identico, ma il commesso è disposto a venderne uno firmato da un altro giocatore meno famoso.
Tornato a casa, Sam si accorge dello scambio ma Jo confessa che la firma di Walter Payton in realtà è sua, in quanto qualche tempo prima era stata lei a romperlo.
- Guest star: Christian Copelin (Lanny), Damien Leake (prete), Daniel Chodos (Rabbi), David Rosen (David), Jeremy J. Bargiel (Jeremy), Sean Sweeney (Sean il venditore)

## Solo amici
- Titolo originale:
- Diretto da:
- Scritto da:

### Trama
Lizzie fa di tutto per andare al ballo scolastico di fine anno con Ethan Craft e chiede a Gordo di spiarlo per scoprire quali sono i suoi gusti in fatto di ragazze.

## Scambio d'identità
- Titolo originale:
- Diretto da:
- Scritto da:

### Trama
Lizzie e Matt si scambiano i loro corpi come nel film Quel pazzo venerdì.
Grazie a questo scambio riescono a scoprire le piccole difficoltà quotidiane che entrambi devono affrontare.

## Amiche fidate
- Titolo originale:
- Diretto da:
- Scritto da:

### Trama
Miranda, mentre sta facendo degli acquisti con Lizzie al centro commerciale, viene accusata dalla guardia del furto di un rossetto.
Al momento Lizzie non la difende, così Miranda vuole rompere la loro amicizia.

## Un urlo nella notte
- Titolo originale:
- Diretto da:
- Scritto da:

### Trama
Lizzie inizia a sentirsi a disagio quando vede che tutti i ragazzi della scuola hanno un talento particolare, mentre lei no.
Miranda e Gordo l'aiutano a cercare qualcosa per la quale sia effettivamente portata.

## Vestirsi bene con poco
- Titolo originale:
- Diretto da:
- Scritto da:

### Trama
La scuola indice un concorso per premiare i migliori studenti in vari campi e Lizzie vuole essere la più elegante.
Jo si rifiuta di comprarle un paio di pantaloni molto trendy, proponendole invece di andare a comprare qualcosa al mercatone dei saldi.

## Niente male, Lizzie!
- Titolo originale:
- Diretto da:
- Scritto da:

### Trama
Il preside incarica Lizzie e Kate di allestire il ballo di primavera, ma Kate rompe il mezzobusto di uno dei primi presidi della scuola.
Quando il preside minaccia di cancellare il ballo e, siccome Kate non vuole confessare, Lizzie decide di prendersi la colpa per il bene di tutti i suoi compagni.

## Un modello da imitare
- Titolo originale:
- Diretto da:
- Scritto da:

### Trama
Lizzie aiuta Andie, una ragazza che ha un anno in meno di lei, ad ambientarsi a scuola.
Andie però inizia a vestirsi e a comportarsi esattamente come se fosse la copia spiccicata di Lizzie.

## Lizzie e Frankie
- Titolo originale:
- Diretto da:
- Scritto da:

### Trama
A scuola arriva il famoso attore Frankie Muniz per partecipare ad una lezione di teatro e si innamora di Lizzie.
La ragazza accetta la corte di Frankie, ma si sente a disagio quando inizia ad essere perseguitata dai paparazzi.

## Una dieta pericolosa
- Titolo originale:
- Diretto da:
- Scritto da:

### Trama
Lizzie e Miranda stanno realizzando un video musicale girato da Gordo.
Quando vede le prime riprese, Miranda si ritiene grassa e inizia a non mangiare più per dimagrire.

## Gordo va al liceo
- Titolo originale:
- Diretto da:
- Scritto da:

### Trama
Date le sue capacità intellettuali, a Gordo viene proposto di saltare l'ultimo anno delle medie e di andare direttamente al liceo.
Lizzie e Miranda si disperano quando Gordo confessa di voler accettare.

## Festa di compleanno
- Titolo originale:
- Diretto da:
- Scritto da:

### Trama
Kate invita Lizzie, Miranda e Gordo alla sua festa di compleanno, ma i genitori non vogliono mandarli perché non ci saranno adulti a controllare.
I tre ragazzi ci vanno lo stesso, ma si rendono conto che la cugina di Kate, che è già maggiorenne, ha invitato tutti i suoi amici.

## Io non c'entro!
- Titolo originale:
- Diretto da:
- Scritto da:

### Trama
Durante l'ora di pranzo, in mensa scoppia una battaglia di cibo e vengono incolpati Lizzie, Larry e Kate.
Il preside vuole che scrivano un rapporto dettagliato sull'accaduto, così ognuno di loro inizia a raccontare la sua versione dei fatti.

## Natale Rock and Roll
- Titolo originale:
- Diretto da:
- Scritto da:

### Trama
Lizzie concorre alla sfilata di Natale costruendo un carro rock-n-roll, ma finisce per ritrovarsi sola senza nessun aiuto.
Questo perché la famiglia è impegnata ad aiutare un vecchietto che sostiene di essere l'aiutante di Babbo Natale.

## Le undici foto di Lizzie
- Titolo originale:
- Diretto da:
- Scritto da:

### Trama
Kate vuole pubblicare sull'annuario scolastico foto non molto belle di Lizzie.
Così la famiglia McGuire e i suoi amici faranno di tutto per ostacolarla.

## Un consiglio per tutti
- Titolo originale: Dear Lizzie
- Diretto da:
- Scritto da:

### Trama
A Lizzie viene affidata la rubrica del giornalino scolastico chiamata "Cara Lizzie".
All'inizio si diverte molto, ma quando uno dei suoi consigli mette in guai una ragazza della scuola, decide di mollare.

## Il gioco di ruolo
- Titolo originale:
- Diretto da:
- Scritto da:

### Trama
Ethan chiede a Lizzie di ospitare a casa McGuire il suo compleanno e viene organizzato, in occasione della festa, un gioco di ruolo investigativo.

## Tutti al liceo
- Titolo originale:
- Diretto da:
- Scritto da:

### Trama
La fine dell'anno si avvicina sempre di più e Lizzie e Gordo rivivono i bei momenti passati in questi tre anni.
Ma Lizzie ha paura di cosa le riserverà il liceo.

## Il muro della solidarietà
- Titolo originale:
- Diretto da:
- Scritto da:

### Trama
A causa di una perdita di un tubo dell'acqua nella camera di Matt, Lizzie e suo fratello devono convivere nella stessa camera finché il guasto non verrà riparato.
Intanto alla scuola di Lizzie un'insegnante organizza un lavoro di gruppo: il muro della solidarietà.

## Per qualche centimetro in più
- Titolo originale:
- Diretto da:
- Scritto da:

### Trama
Gordo invita Parker McKenzie al ballo della scuola, ma la ragazza declina l'invito.
Lizzie scopre che lo ha fatto perché a lei non piacciono i ragazzi bassi.

## In viaggio con gli amici
- Titolo originale:
- Diretto da:
- Scritto da:

### Trama
La famiglia McGuire, assieme a Miranda e Gordo, parte, come tutti gli anni, per un weekend a Grubby Gulch, un parco a tema dei divertimenti. 
Lizzie non ne è entusiasta perché si ritiene grande per andare lì.
Lì Lizzie incontra un ragazzo e non vuole andare via, capendo che non si è mai troppo grandi per divertirsi.

## Tutte pazze per Ewan
- Titolo originale:
- Diretto da:
- Scritto da:

### Trama
Lizzie e Miranda si contendono l'affetto di Ewan, il loro nuovo giovane ed affascinante professore di lettere.
Quando le invita ad una declamazione di poesie scozzesi, Lizzie deve stare a casa per badare alla scimmia Alfredo.

## Una nonna molto originale
- Titolo originale:
- Diretto da:
- Scritto da:

### Trama
Gordo si accorge che sua nonna non è più quella di una volta, e questo lo preoccupa.
Prima il ragazzo la conosceva come la nonna divertente che viaggiava in continuazione, ora la vede una nonna molto rilassata che medita tutto il giorno

## La festa di Miranda
- Titolo originale:
- Diretto da:
- Scritto da:

### Trama
Miranda sta organizzando una grande festa dove ci saranno tutti i ragazzi della scuola, ad eccezione di Larry Tudgeman. Questo fa tristezza a Lizzie e allora, con l'aiuto di Gordo, gli cambia look da capo a piedi per imbucarlo alla festa.

## La carta di credito
- Titolo originale:
- Diretto da:
- Scritto da:

### Trama
Gordo riceve la sua prima carta di credito contenente la somma di ben $5 000.
Preso dall'entusiasmo, il ragazzo si mette al lavoro per girare il suo primo film ad alto budget finanziario.

## Indovina chi viene a cena!
- Titolo originale:
- Diretto da:
- Scritto da:

### Trama
Lizzie si sente in imbarazzo perché suo padre Sam sta frequentando il professor Digbey.
Intanto, anche Matt ha problemi con la sua professoressa di lettere, la signora Chuckman.

## Compagni di squadra
- Titolo originale:
- Diretto da:
- Scritto da:

### Trama
Dopo aver battuto Ethan Craft a braccio di ferro, Lizzie viene invitata ad unirsi alla squadra di rugby della scuola.
Ma il problema è che tutti iniziano a considerarla un maschiaccio.

## Il treno di Lizzie e Miranda
- Titolo originale:
- Diretto da:
- Scritto da:

### Trama
Lizzie, Miranda e Gordo vanno a vedere lo spettacolo di due pupazzi che adoravano quando erano bambini.
Peccato che Kate li sorprenda allo spettacolo e inizia a far girare la voce tra i compagni di scuola.